# Lepthyphantes acuminifrons
Lepthyphantes acuminifrons là một loài nhện trong họ Linyphiidae.
Loài này thuộc chi Lepthyphantes. Lepthyphantes acuminifrons được Robert Bosmans miêu tả năm 1978.